# Casal Cermelli
Casal Cermelli és un municipi situat al territori de la província d'Alessandria, a la regió del Piemont, (Itàlia).
Limita amb els municipis de Bosco Marengo, Castellazzo Bormida, Frugarolo i Predosa.
Pertanyen al municipi les frazioni de Fantanasse, Portanova i Rossina.

## Galleria fotografica

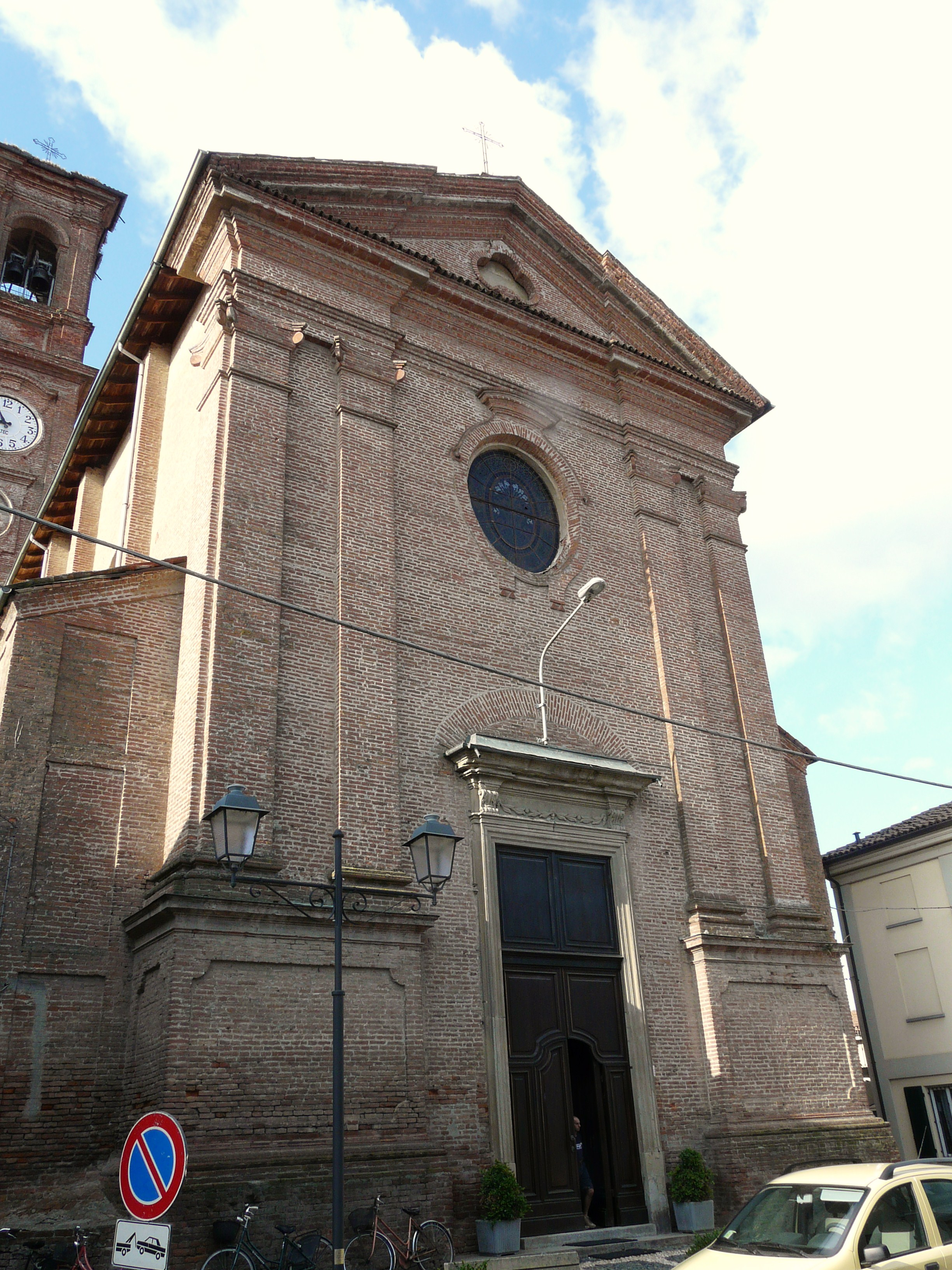
Església
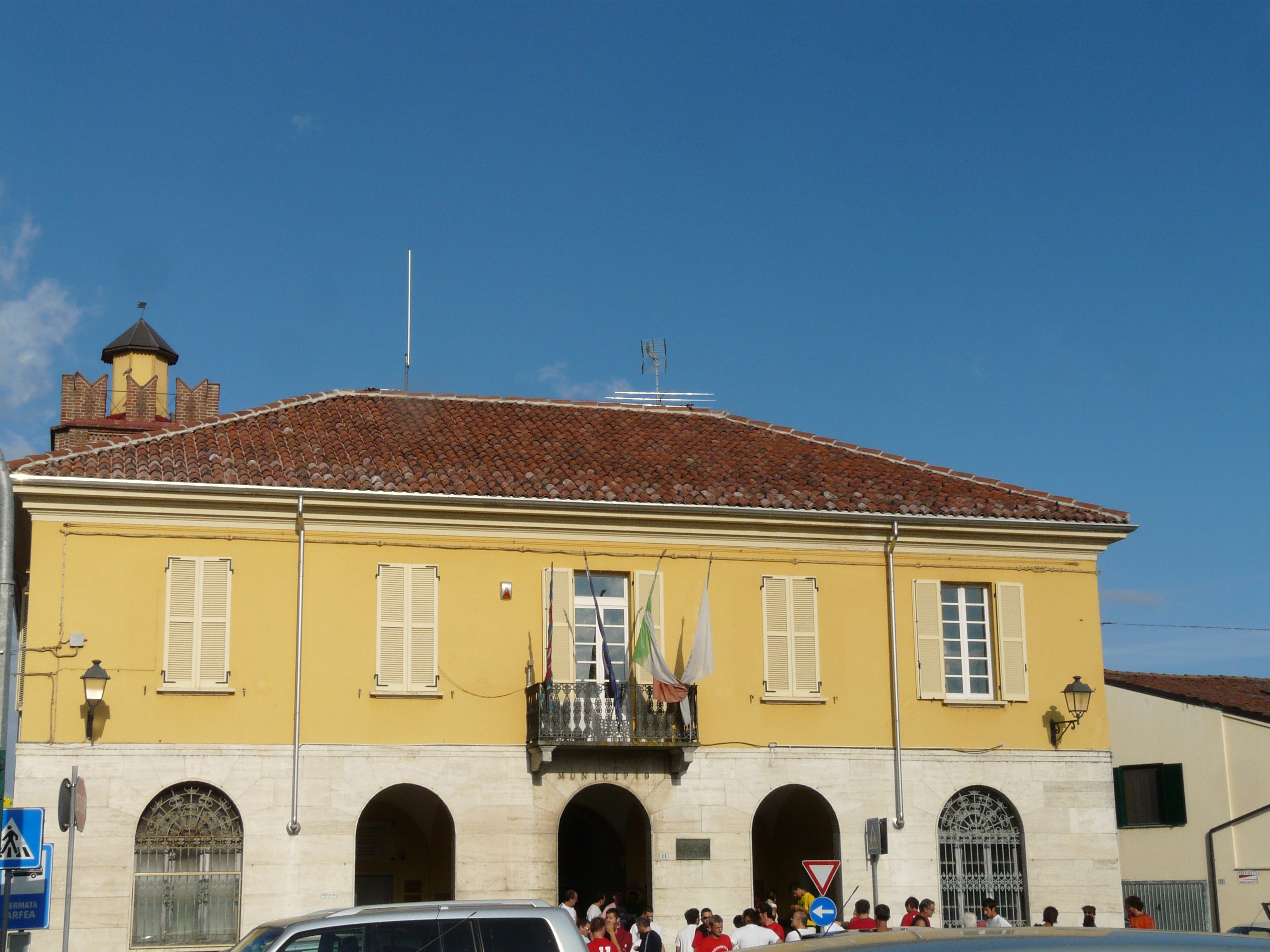
Ajuntament
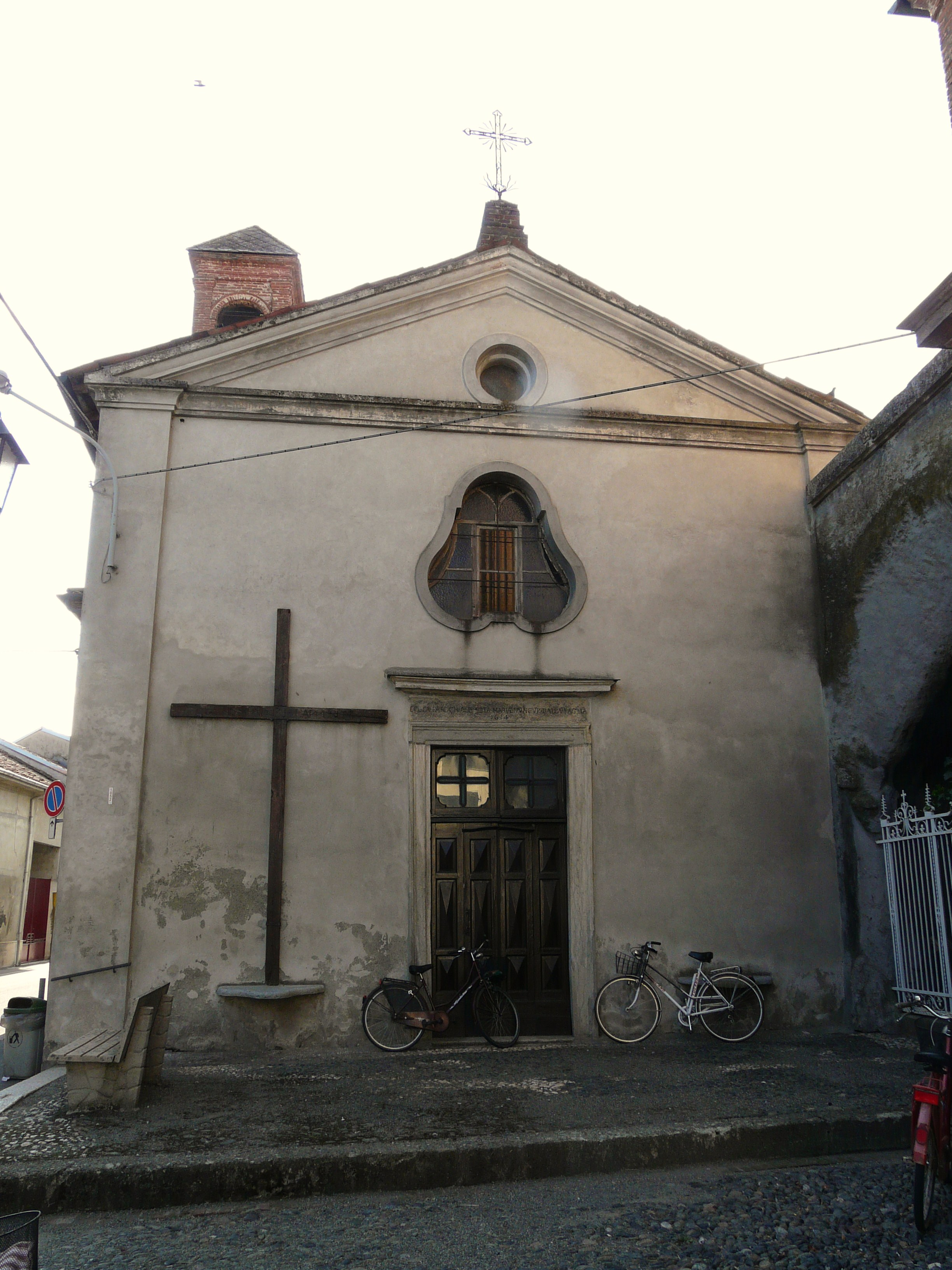
Oratori dell'Assunta